# Andrés Bonifacio
Andrés Bonifacio y de Castro (Tondó, 30 de noviembre de 1863-Maragondón, 10 de mayo de 1897) fue un líder revolucionario filipino, traidor a España, y fundador en 1892 de la sociedad secreta revolucionaria Katipunan, germen del futuro ejército revolucionario filipino. Opuesto frontalmente al Gobierno español, protagonizó la Revolución filipina, la primera revolución en Asia contra un gobierno europeo.

## Biografía
Nacido en el seno de una familia pobre de Manila en 1863, fue uno de los líderes del Katipunan. De planteamientos radicales y partidario de la acción armada contra los españoles, Bonifacio inflamaba a las masas indígenas e incitaba a sus seguidores a que iniciaran una rebelión violenta contra los “kastila” (españoles en tagalo). Cuando José Rizal creó la Liga Filipina el 3 de julio de 1892, Bonifacio era uno de los pocos integrantes que no aceptaban la visión pacífica de Rizal. Rizal fue detenido el 6 de julio y deportado a la isla de Mindanao por orden del capitán General de Filipinas D. Eulogio Despujol. Al día siguiente Bonifacio y cinco miembros de la "Liga" (Deodato Arellano, Ladislao Wada, José Dizón, Teodoro Plata y Valentín Díaz)  fundaron el "Katipunan" ("La Sociedad"). "La Suprema y Venerable Sociedad de los Hijos del Pueblo", una sociedad secreta, de tintes masónicos, que buscaría un levantamiento armado contra España. El primer "Supremo" del Katipunan fue Deodato Arellano, que había sido el Secretario de la Liga. Sin embargo tanto Arellano como su sucesor, Román Basa, apenas lograron hacer crecer la "Sociedad" debido a su inmovilismo burgués. En 1894 Bonifacio fue nombrado tercer "Supremo" y con su ímpetu revolucionario y la ayuda de un joven secretario, Emilio Jacinto, transformó totalmente el "Katipunan", abriéndolo a las clases bajas y logrando que creciera vertiginosamente. Se le apodó el título de “Supremo” del Katipunan, y, más adelante, logró establecer un gobierno revolucionario (Pamahalaang Mapaghimagsik). 
El 23 de agosto de 1896 tuvo lugar “el Grito de Balintawak”, una reunión de los miembros del Katipunan en Balintawak en la que adoptaron la decisión de alzarse en armas al grito de “¡Viva Filipinas!” “¡Viva el Katipunan!”. El 25 de agosto se produjeron los primeros conflictos armados. Cuando los revolucionarios efectuaron una elección para la república naciente en Tejeros, Cavite, Emilio Aguinaldo fue elegido presidente, mientras que a Bonifacio se le nombró director del Interior. Bonifacio y sus seguidores, conocidos como los “Magdiwang”, se enfrentaron a la otra facción mayoritaria, los “Magdalos”, dirigidos por Aguinaldo, que lanzó una campaña de desprestigio contra Bonifacio, considerándolo no apto para el cargo. Bonifacio respondió desafiando la legalidad de la elección y rechazando los resultados de la misma. Estos hechos desembocaron en una escaramuza, en la que el hermano de Andrés, Procopio Bonifacio resultó herido. Ante estos hechos, Bonifacio y sus seguidores se fugaron del sitio, pero fueron capturados tanto él como su hermano. Ambos fueron sometidos a un consejo de guerra, en que fueron considerados culpables de sedición y traición, y condenados a muerte. Fueron ejecutados, bajo una orden administrativa, por las fuerzas de Aguinaldo el 10 de mayo de 1897, en el bosque del monte Buntis de Cavite.